# Staatsgreeppoging in Turkije (2016)
De mislukte staatsgreep in Turkije van 15 juli 2016 was een poging van een deel van de Turkse strijdkrachten om de macht in Turkije te grijpen door middel van een staatsgreep. De coupplegers wilden hiermee naar eigen zeggen de grondwettelijke orde, democratie en mensenrechten herstellen.
Tijdens de couppoging verloren 256 mensen hun leven en raakten meer dan 2.100 gewond. Veel overheidsgebouwen, waaronder het Turkse parlement en het presidentiële paleis, werden gebombardeerd vanuit de lucht. Vonnissen volgden, met minstens 40.000 gedetineerden.

## Aanloop
Sinds de jaren zeventig hadden de volgelingen van de invloedrijke geestelijke Fethullah Gülen steeds belangrijkere posities ingenomen binnen het Turkse staatsapparaat. Gülen adviseerde verschillende keren zijn volgelingen om sleutelposities in de samenleving en de overheid in te nemen, indien nodig met een geheime identiteit om tegenwerking te voorkomen door het seculiere Turkse leger en de regering. Desalniettemin bereikten de volgelingen van Gülen aan het begin van de 21e eeuw een cruciale machtspositie in Turkije (en daarbuiten) met een groot netwerk van kranten, tv-kanalen, scholen, verenigingen, lobbyorganisaties, financiële instellingen en posities binnen het staatsapparaat zoals het leger en de rechterlijke macht. Premier Erdogan tolereerde aanvankelijk deze machtspositie vanwege gemeenschappelijke belangen zoals het inperken van de ondemocratische macht van het leger op de politiek, maar ook vanwege de onmacht en vrees jegens de machtspositie van Gülen binnen Turkije.
Een reeks gebeurtenissen leidde uiteindelijk tot een breuk tussen Erdogan en Gülen. Zo wilden Gülen-geleerde aanklagers bijvoorbeeld de inlichtingenchef Hakan Fidan arresteren vanwege de vredesonderhandelingen met de PKK, en daarmee ook Erdogan aangezien de Turkse geheime dienst direct ondergeschikt is aan de premier van Turkije. Tijdens deze periode werden ook staatsgeheimen gelekt, werd er fraude gepleegd bij de selectietest voor overheidspersoneel (KPSS), vond een machtswisseling plaats bij de Hoge Raad van Rechters en Aanklagers (HSYK) en werden (seks)video's gelekt van zowel regeringsleden als oppositieleden. Hierop besloot de regering-Erdogan de Gülenbeweging te labelen als FETÖ (Fethullah Terreur Organisatie) en werden lijstjes samengesteld. Vermeende Gülen-aanhangers werden ontslagen of gearresteerd. De couppoging die hierop volgde wordt door sommige analisten daarom ook beschreven als een laatste wanhoopspoging van Gülenisten om de macht te behouden.

## De coupplegers
De soldaten vielen 's avonds de staatsomroep TRT binnen, waarbij de soldaten TRT-presentatrice Tijen Karaş dwongen om een verklaring voor te lezen waarin stond dat het leger de controle overneemt in het land en dat Turkije nu wordt geleid door de Turkse vredesraad. De groep zou hebben bestaan uit 20 à 30 personen. Als centrale vertegenwoordiger binnen deze groep werd kolonel Muharrem Köse genoemd, maar de meest in het oog springende persoon was generaal Akin Öztürk, voormalig bevelhebber van de Turkse luchtmacht in de periode 2013-2015. Hij werd door de regering beschouwd als de bedenker van en eindverantwoordelijke voor de coup, maar zelf gaf hij te kennen dat hij juist geprobeerd had de coupplegers van hun actie af te houden. Beweerd werd dat Öztürk na het succesvol beëindigen van de staatsgreep beloond zou worden met een benoeming tot stafchef van de Turkse strijdkrachten (TSK).
President Erdogan stelde de invloedrijke geestelijke Fethullah Gülen verantwoordelijk als brein achter de staatsgreep. Gülen ontkende dat ten stelligste en zei elke gewelddadige poging tot machtsovername af te wijzen. Erdogan verzocht de Verenigde Staten om uitlevering van Gülen, die sinds 1999 in Pennsylvania woonde.

### Aanwijzingen voor valse-vlagoperatie
De door 2Doc uitgezonden documentaire A Gift From God van de met een Turkse getrouwde Noorse journalist Jørgen Lorentzen suggereert dat de Turkse president Erdogan de couppoging zelf in scène heeft gezet. Door het leger de schuld te geven, kon Erdogan zijn macht laten groeien. De 'coup' werd als voorwendsel gebruikt om critici te kunnen vervolgen. Critici verwijten de documentaire het geven van een simplistisch en vertekend beeld van de gebeurtenissen. Belangrijke gebeurtenissen die ontkrachten dat de couppoging in scène is gezet krijgen geen aandacht in de documentaire.
Op 12 juli 2017 publiceerde het Stockholm Centre for Freedom, een monitoringsgroep met banden met de Hizmet-beweging die Turkije volgt, een controversieel rapport waarin staat vermeld dat president Erdogan de staatsgreep heeft georkestreerd als een operatie onder valse vlag om zijn bevoegdheden te bestendigen, zijn oppositie op te zetten voor een massale vervolging, en de Turkse strijdkrachten te dwingen tot een militaire inval in Syrië. Volgens het rapport heeft het nieuw bewijs gevonden dat er op 11 juli 2016, vier dagen voor de geplande couppoging, een geheim plan was verspreid onder een selecte groep strijdkrachten om de schijn van een staatsgreep te wekken. Het plan werd goedgekeurd door inlichtingendiensten en militaire leiders met goedkeuring van Erdogan.

## Verloop
Verschillende samenwerkende brigadegeneraals die verantwoordelijk waren voor bepaalde legerkorpsen ontvingen van de Yurtta Sulh Konseyi (de door de coupplegers ingestelde 'vredesraad', gevestigd op een militair vliegveld in Ankara) orders om over te gaan tot de daadwerkelijke staatsgreep. Die begon rond 21.30 uur Turkse tijd in plaats van vier uur 's morgens de volgende dag, zoals gepland. De regering zou er namelijk achter zijn gekomen dat er voorbereidingen voor de staatsgreep aan de gang waren.
Omdat de coup niet vanuit de algehele top van het leger werd georganiseerd, moest men alle kritieke commandocentra innemen, nog voordat de daadwerkelijke staatsgreep zou plaatsvinden. Het hoofdkwartier van de hoogste generaal Hulusi Akar werd belegerd en ingenomen door de coupplegers. Hulusi Akar werd meegenomen naar het commandocentrum van de coupplegers op een militaire vliegbasis 35 kilometer noordwestelijk van de hoofdstad. Hier werd hij ertoe gedwongen om – met een aangespannen riem om zijn nek – een persverklaring te ondertekenen die vervolgens zou worden voorgelezen op de Turkse staatsomroep TRT. Hulusi Akar weigerde echter mee te werken met de coupplegers. Andere kritieke commandocentra werden ingenomen, zoals het hoofdkwartier van de gendarmerie en landmacht, maar de coupplegers kregen niet het gehele leger achter zich doordat ze niet genoeg manschappen hadden om alle strategische plekken over te nemen. Nadat enkele andere centra waren ingenomen, werd het hoofdkwartier van de speciale eenheden in Ankara aangevallen door 20 à 30 coupplegers. Twee onderofficieren die de wacht hielden, werden overmeesterd, van wie één zich later aansloot of al behoorde tot de coupplegers. Nadat brigadegeneraal Semih Terzi, een van de coupplegers, het bericht had overbracht aan de andere onderofficier Ömer Halisdemir dat hij op dat moment de leiding op zich nam over het commandocentrum van de speciale eenheden, schoot de onderofficier met scherp op de brigadegeneraal. Hij overleed ter plekke aan zijn verwondingen. Halisdemir werd direct daarna door de coupplegers gedood. De coupplegers riepen vervolgens alle speciale eenheden op, maar deze gaven hieraan geen gehoor.
De Turkse premier Binali Yıldırım zei kort na het begin van de staatsgreep dat er sprake was van een kleine opstand binnen het leger die afgeslagen was. Het Turkse leger verklaarde echter, eerst via eigen kanalen en later via staatsomroep TRT, dat het de macht in het land volledig had overgenomen. Niet veel later berichtten de coupplegers dat alle vliegvelden in het land waren gesloten en dat een avondklok was ingesteld.

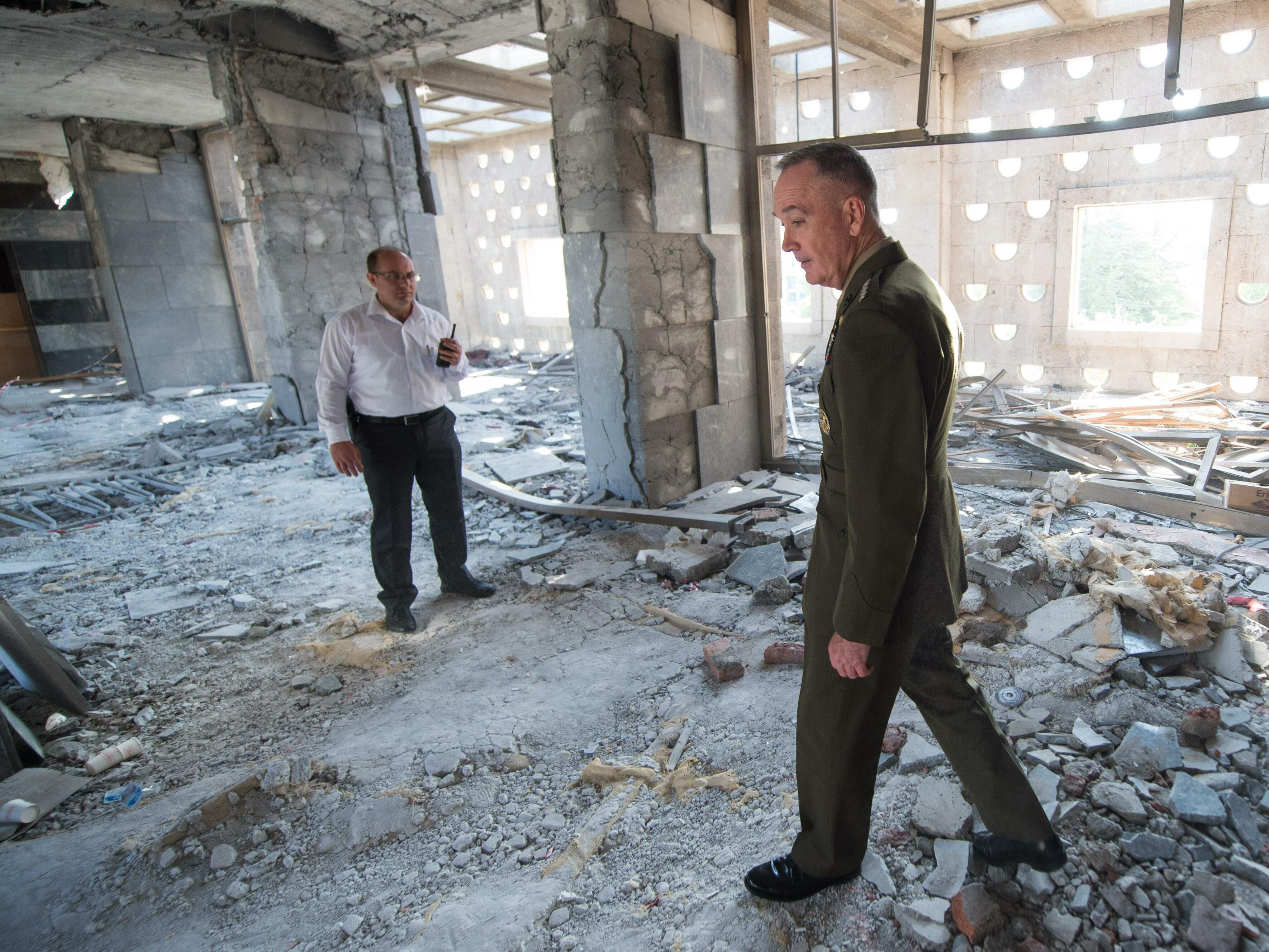
Het Turkse parlement werd meerdere keren beschoten en gebombardeerd door F-16-straaljagers terwijl parlementariërs nog in het gebouw werkzaamheden verrichtten

In Ankara reden tanks de straten binnen en vlogen militaire vliegtuigen boven de stad. In Istanboel werden de Bosporusbrug en de Fatih Sultan Mehmetbrug door militairen geblokkeerd.
De coup slaagde niet als gevolg van de massale volksopstand na een oproep van de president: de volgende dag had de regering de macht weer in handen. Meerdere commentatoren wezen op het amateuristische verloop van de coup, zoals het niet meteen gevangenzetten van regeringskopstukken, het niet volledig afsluiten van alle mediakanalen en het tijdstip waarop de coup was uitgevoerd.
Erdogan waarschuwde echter wel dat een tweede coup mogelijk op handen was en dat het hoofdkwartier van de strijdkrachten nog altijd in handen van de coupplegers was. Bij de staatsgreep waren mogelijk zo'n 200 of meer doden gevallen, onder wie een honderdtal coupplegers en tientallen burgers. Er werden na afloop meer dan 2800 militairen gearresteerd. Verder werden 2745 rechters ontslagen en hun arrestatie werd bevolen.
Acht Turkse officieren vlogen met een UH-60 Black Hawk naar Griekenland, alwaar zij asiel aanvroegen. Volgens de officieren zouden zij geen deel uitmaken van de coupplegers, maar moesten zij naar Griekenland uitwijken nadat zij door de Turkse politie waren beschoten. Het verzoek om uitlevering van drie mannen werd op 5 december 2016 afgewezen. Ten aanzien van drie anderen werd het uitleveringsverzoek op 6 december 2016 toegewezen. Het hooggerechtshof van Griekenland heeft uiteindelijk bepaald dat de acht niet mogen worden uitgeleverd.

## Gevolgen
Eerder op de dag werden de 2745 rechters en aanklagers al uit hun functie gezet. Hun aanhouding was al op de avond van 16 juli om onbekende reden bevolen. In totaal werden ruim 6000 arrestaties verricht. Bij demonstraties tegen de coup werden in verschillende steden kerkruiten ingegooid. Turkije kondigde aan te overwegen de doodstraf weer in te voeren om een nieuwe coup te voorkomen. Het Nederlandse ministerie van Buitenlandse Zaken paste het reisadvies naar Ankara en Istanboel aan naar het op een na hoogste niveau, wat inhield dat werd aanbevolen alleen te reizen als het zeer noodzakelijk was. De PKK gebruikte het machtsvacuüm dat na de couppoging was ontstaan om zijn manschappen dieper Turkije in te sturen. Drie agenten van de verkeerspolitie kwamen om het leven en vijf anderen raakten gewond in de noordelijke provincie Trabzon toen zij vanuit de bosrijke hellingen onder vuur kwamen te liggen. Wegens de politieke instabiliteit verlaagde kredietbeoordelaar Standard & Poor's de kredietwaardigheid van de Turkse republiek naar BB, met een negatief vooruitzicht. Na de verlaging kelderde de waarde van lira naar een historisch dieptepunt. Na een vijf uur durend overleg met de nationale veiligheidsraad kondigde president Erdoğan voor een periode van drie maanden de noodtoestand af. Volgens Erdoğan zouden mogelijk andere landen betrokken zijn bij de coup. Het Europees Verdrag voor de Rechten van de Mens werd met een beroep op artikel 15 van dat verdrag ("oorlog of enig andere algemene noodtoestand die het bestaan van het land bedreigt") tijdelijk opgeschort.
Volgens waarnemers zou de positie van president Erdogan door de coup eerder nog zijn versterkt in plaats van verzwakt.

### Zuiveringen van het leger, rechterlijke macht, overheidsapparaat en onderwijs
In de dagen volgend op de couppoging werden tienduizenden ambtenaren ontslagen of op non-actief gesteld. De snelheid waarmee lijsten gepubliceerd werden en arrestaties werden verricht leidde tot kritiek van Europese politici. De duizenden ontslagen zouden wijzen op een voorbereide actie van de Turkse overheid. Echter had Turkije de Gülen-beweging recentelijk aangeduid als een terroristische groepering, waarbij de banden met deze groepering onder de loep werd genomen. Volgens Amnesty International werden enkele arrestanten blootgesteld aan marteling en verkrachting.
- 96 generaals en admiraals (meer dan een kwart van het totaal) gearresteerd.[30]
- 6030 militairen gearresteerd.
- 8900 politieagenten ontslagen.[31]
- 2745 rechters op non-actief gesteld.[32]
- Arrestatiebevelen voor 140 leden van de hoge raad en 48 leden van de raad van state (de hoogste Turkse rechtbank).[33]
- 21.700 werknemers van het ministerie van onderwijs ontslagen of op non-actief gesteld.[34][35]
- 1500 werknemers van het ministerie van Financiën op non-actief gesteld.[36]
- 492 werknemers van het ministerie van religieuze zaken (Diyanet) werden op non-actief gesteld.[37]
- 393 werknemers van het ministerie van sociale zaken werden ontslagen.[38]
- 300 werknemers van het ministerie van energie werden ontslagen.[39]
- 257 werknemers van de presidentiële staf werden ontslagen en werd verboden het land te verlaten.[40]
- 245 werknemers van het ministerie van sport werden op non-actief gesteld.[41]
- 184 werknemers van (het ministerie van) de douane werden ontslagen.[39]
- 1577 decanen van universiteiten (alle decanen) werd verzocht hun ontslag in te dienen.[42]
- 180 werknemers van de inlichtingendienst werden op non-actief gesteld.[43]
- 30 gouverneurs (van in totaal 99) ontslagen.[44]
- De vergunning van 21.000 docenten van private onderwijsinstellingen werd ingetrokken.[34]
- Alle academici tot nader order verboden het land te verlaten. Turkse academici actief in het buitenland moesten zo snel mogelijk terugkeren.[45]
- De verloven van 3 miljoen ambtenaren ingetrokken.[46]
- De vergunning van 24 radio- en televisiestations ingetrokken.[47]
- De Turkse overheid opende een mailaccount waar Turkse burgers elkaar konden aangeven vanwege het verheerlijken van terreur of de coup of het beledigen van de president op sociale media.[48]

Op 16 augustus verklaarde premier Yildirim in een toespraak dat er inmiddels 40.000 mensen waren opgepakt, van wie meer dan de helft onder formeel arrest was geplaatst.
Tegen eind oktober waren reeds 110.000 ambtenaren ontslagen. Meer dan 100 media waren verboden, waaronder tientallen kranten en televisiestations.

## Reacties
| Turkse oppositie | De coup werd afgekeurd door de drie oppositiepartijen in Turkije. Alle partijen in het Turkse Parlement lazen een gezamenlijke verklaring voor, waarin zij eensgezind hun afkeuring voor de coup kenbaar maakten.                                                                          |
| Europese Unie    | Donald Tusk, voorzitter van de Europese Raad, riep op tot een snelle terugkeer van de constitutionele orde in Turkije. Ook zei hij dat de EU de democratisch gekozen overheid van Turkije volledig steunde.                                                                                |
| Verenigde Naties | De Veiligheidsraad kon geen resolutie met een steunbetuiging aan de democratisch verkozen regering van Turkije aannemen, omdat de Egyptische vertegenwoordiger stelde dat het onmogelijk was vast te stellen of de huidige regering werkelijk op een democratische wijze verkozen was.     |
| Verenigde Staten | In de Verenigde Staten riepen zowel minister van Buitenlandse Zaken John Kerry als president Barack Obama op om Turkije te steunen. Ze zeiden vertrouwen in Erdoğan te hebben en deden een oproep om geweld en bloedvergieten te allen tijde te voorkomen.                                 |
| Duitsland        | Bondskanselier Angela Merkel liet in naam van Duitsland weten dat de Turkse democratie gerespecteerd moest worden. |
| België           | Minister van Buitenlandse Zaken Didier Reynders veroordeelde "het geweld tegen de democratische instellingen". Hij riep op om een escalatie te vermijden die de burgers in gevaar zou brengen. Het grondwettelijk recht en de grondwettelijke orde moesten overheersen, aldus de minister. |
| Nederland        | De Nederlandse minister van Buitenlandse Zaken Bert Koenders veroordeelde de militaire actie tegen de democratische instituties van Turkije ten zeerste, maar voegde eraan toe het van groot belang te vinden dat er geen bijltjesdag in Turkije zou komen.                                |